# Structural Chemistry
Structural Chemistry, abgekürzt Struct. Chem., ist eine wissenschaftliche Fachzeitschrift, die vom Springer-Verlag veröffentlicht wird. Die Zeitschrift wurde 1990 gegründet und erscheint derzeit mit sechs Ausgaben im Jahr. Es werden Artikel veröffentlicht, die sich mit der Aufklärung von Strukturfragen und der Anwendung dieser Erkenntnisse in der Chemie beschäftigen.
Der Impact Factor lag für das Jahr 2020 bei 1,887. Nach der Statistik des Web of Science wird das Journal mit diesem Impact Factor in der Kategorie multidisziplinäre Chemie an 121. Stelle von 178 Zeitschriften, in der Kategorie physikalische Chemie an 133. Stelle von 162 Zeitschriften und in der Kategorie Kristallographie an 14. Stelle von 25 Zeitschriften geführt.